# Tünken-Bach
Der Tünken-Bach ist ein gut zweihundert Meter langer Mittelgebirgsbach auf dem Gebiet des Hattingener Stadtteils Blankenstein im nordrhein-westfälischen Ennepe-Ruhr-Kreis.

## Geographie

### Verlauf
Der Tünken-Bach entsteht aus drei Quellästen in einem Waldstück südlich der Burg Blankenstein und südlich des Naturschutzgebiets Alte Ruhr-Katzenstein. 
Der nördliche Ast entspringt dem Quellteich am Kielschem Haus, Im Tünken 4. Das Vorgängerhaus war ein Schulhaus. 1798 berichtete der Lehrer Johannes Bockhack: „So ist die Schule an ihrem äußeren Ende, sogar außerhalb der auf einem hohen Berge gelegenen Stadt in der Tiefe und zwar unmittelbar an einem gefährlichen Teiche gelegen, in welchen schon mehrere Menschen hineingefallen sind.“ Der mittlere Ast entspringt auf einer Höhe von etwa 101 m ü. NHN und vereinigt sich nach wenigen Metern mit dem nördlichen Ast. Etwas bachabwärts fließt dann von Süden ein dritter Waldgraben zu.
Das vereinigte Bächlein fließt nun in einem weiten Bogen in nordöstliche Richtung durch ein bewaldetes Kerbtal, betritt dann das Naturschutzgebiet und versickert kurz darauf in einem Sumpfgebiet westlich der Gleisanlagen der Bahnstrecke Hattingen-Hagen in den Erdboden.
Es mündet schließlich im Bereich der Alten Ruhr auf einer Höhe von etwa 72 m ü. NHN unterirdisch und von links in den aus dem Südosten heranziehenden Pleßbach.
Der 243 m lange Lauf des Tünken-Bachs endet etwa 29 Höhenmeter unterhalb seiner Quelle, er hat somit ein mittleres Sohlgefälle von ungefähr 12 ‰.

### Einzugsgebiet
Das Einzugsgebiet des Tünken-Bachs wird durch ihn über den Pleßbach, die Ruhr und den Rhein zur Nordsee entwässert.
Es ist zum größten Teil bewaldet und im Bereich der Mündung befindet sich ein Feuchtgebiet.

## Natur und Umwelt
In das Gewässerüberwachungsnetz des Ennepe-Ruhr-Kreises wurde er 2011 aufgenommen. Der ökologische Zustand war 2014 mäßig (AGA-Gewässergüteklasse: II-III, ökologische Zustandsstufe nach EU-WRRL: 3).
Im Bach konnten Salamander-Larven und Larven der Köcherfliege Philopotamus
in mittlerer Häufigkeit nachgewiesen werden.
Im nördlichen Bereich des Einzugsgebiets liegt das Naturschutzgebiet Alte Ruhr-Katzenstein.